# タジマ工業
タジマ工業株式会社（たじまこうぎょう）は、愛知県春日井市牛山町に本社を置く、コンピュータ多頭式刺繡機（自動刺繡ミシン）を販売する企業である。

## 概要
自動刺繍ミシンの業界大手タジマグループにおいて販売を担っている同社は、ディーラー制を採用し世界中の代理店を通じ、130以上の国と地域に対し販売を行っている。日本の自動刺繍機として「TAJIMA」ブランドを確立させ、グループ会社でTAJIMA刺繍機の開発・製造元である株式会社TISMと共に、今なお高級機市場ではトップブランドの地位を占めている。また、その刺繍技術を活かし、カーシート用の穴開け加工と縫製を１台で可能にした特殊ミシンや、ヒーター線の縫付が可能なミシンやの開発など、アパレル業界のみに留まらず積極的に開発に取り組み、常に業界をリードする存在となっている。
自動刺繍ミシン業界では、同じ愛知県に本社を置くバルダンと並ぶトップメーカーであり、1980年代には両社で世界シェアの85%を占めていたほど。

## 沿革
1944年（昭和19年）4月に工業用ミシンの販売及び修理を目的として「東海工業ミシン有限会社」を設立。
1964年（昭和39年）にタジマブランドの自動刺繍機の製造および販売を開始。
1970年（昭和45年）に販売部門強化のために「タジマ工業株式会社」設立。
1972年（昭和47年6月）業務拡大に伴い有限会社を組織変更して東海工業ミシン株式会社とする。
2019年（令和元年5月）「東海工業ミシン株式会社」より、「株式会社TISM」へ社名変更。
2022年（令和4年4月）「タジマ工業株式会社」は本社を名古屋市東区より、春日井市牛山町に移転。